# Željko Jerman
Željko Jerman (Zagreb, 10. ožujka 1949. – Korčula, 17. srpnja 2006.) bio je hrvatski suvremeni umjetnik i esejist.

## Životopis
Jerman je rođen 10. ožujka 1949. u Zagrebu. 1967. prekida gimnaziju u trećem razredu i posvećuje se fotografiji te nakon završenog fotografskog tečaja jedno vrijeme vodi foto-studio "Blow up" kojeg ubrzo zatvara, jer prihodi nisu pokrivali izdatke za porez.
Od 1972. do 1974. dopisno studira fotografiju na FSP - Famous Photography School. Od početka 1970. intuitivno istražuje mogućnosti i ograničenja medija fotografije. Svjesno radi sive, tmurne i nedovoljno izoštrene fotografije, kolažira ih, intervenira na njima fotogramskim zahvatima, fotokemikalijama, tekstualno, olovkom, bojama, a gotove produkte često trga, reže i djelomice pali. Dobivena artefaktura djeluje ekspresivno i odražava egzistencijalni bunt i unutarnji nemir autora.
Od početka Jerman usko surađuje s Vladimirom Martekom i Borisom Demurom. Godine 1975. trojac se udružuje s Mladenom i Svenom Stilinovićem te Fedomirom Vučemilovićem, u neslužbenu skupinu Grupa šestorice autora. U to doba Jerman reducira "tešku" tematiku, odbacuje sve standarde fotomedija i posvećuje se procesualnim i elementarnim radnjama. Na fotopovršinu izravno djeluje kemikalijama bez upotrebe fotoaparata. Zanima se za multimedijske umjetničke postupke i sve se češće koristi tekstom u svojim radovima. Jedna od najpoznatijih instalacija je i "OVO NIJE MOJ SVIJET". Ovu rečenicu ispisao je razvijačem na roli fotopapira 1976. i izložio na ulici u Beogradu.
Tada Jerman počinje stvarati tragove na raznim materijalima, zanimati se za interdisciplinarne multimedijalne izraze, teoriju umjetnosti i pisanje. Suosnivač je Radne zajednice umjetnika koja je djelovala u zagrebačkom prostoru Podrum, a kasnije i Galerije proširenih medija unutar HDLU. Od 1979. do 1983. izvodi performance s Vlastom Delimar, a potom se u potpunosti posvećuje ekspresionističkom slikanju kemikalijama na fotopapiru.
Početkom devedesetih, nakon neuspjelih operacija Jerman u potpunosti gubi sluh.
Uz likovnu djelatnost i proširene medijske koncepte, Jerman piše teorijske i kritičarske priloge, feljtone i kolumne, koje objavljuje isprva u omladinskom tisku, a kasnije i u drugim novinama, časopisima i listovima društveno-kulturne problematike (Studentski list 1988. "Jermanova kolumna" / Jutarnji list 2000. serija feljtona o umjetnosti i umjetnicima sedamdesetih i osamdesetih godina / 2002. – 03. u istom dnevniku kolumna "Zagubljeni portreti"/ od 2002. do 2006. u Zarezu kolumnu naziva "Egotrip").
Kao predavač je radio na splitskoj Slobodnoj umjetničkoj akademiji od 1998. do 2001. (kolegij Suvremena umjetnost, teorija i praksa), gdje je 1999. pokrenuo Galeriju Ghetto.
Željko Jerman umro je nesretnim slučajem 17. srpnja 2006. godine. Utopio se plivajući u moru kod Korčule, ispred samostana sv. Nikole.
Temeljna ideja koja se provlači kroz ukupan Jermanov rad je "ostavljanje traga." S ovog stajališta je promatrao umjetnost, a na taj način je i djelovao, čime se potvrdio kao suvremeni autor.